# Tommy Doyle
Thomas Glyn Doyle (ur. 17 października 2001 w Manchesterze) – angielski piłkarz, występujący na pozycji napastnika w angielskim klubie Wolverhampton Wanderers. Były młodzieżowy reprezentant Anglii.

## Sukcesy

### Manchester City
- Puchar Ligi Angielskiej: 2020
- Puchar Ligi Angielskiej: 2021
- Mistrzostwo Anglii: 2021/22

### Anglia U21
- Mistrzostwa Europy U-21 w piłce nożnej: 2023[2]